# Eu Vivo num Tempo de Guerra
Eu Vivo num Tempo de Guerra é uma canção da cantora Maria Bethânia, lançada em 1965 como segundo compacto simples de sua carreira. Além da faixa-título, escrita por Edu Lobo e Gianfrancesco Guarnieri, o compacto traz como Lado B a canção "Viramundo", escrita por Gilberto Gil e Capinan.
As canções faziam parte do repertório de dois espetáculos distintos dos quais a cantora participou naquele ano. "Eu Vivo num Tempo de Guerra" compunha o espetáculo Tempo de Guerra enquanto que "Viramundo" era parte do espetáculo Arena Canta Bahia.

## Lista de faixas
| N.º            | Título                        | Compositor(es)                    | Duração |  |
| 1.             | "Eu Vivo num Tempo de Guerra" | Edu Lobo, Gianfrancesco Guarnieri | 2:35    |  |
| 2.             | "Viramundo"                   | Gilberto Gil, José Carlos Capinam | 2:24    |  |
| Duração total: | Duração total:                | Duração total:                    | 4:59    |  |